# Вилемстад
Вилемстад (на нидерландски: Willemstad) е град на остров Кюрасао, административен център на нидерландската територия Кюрасао и бившите Нидерландски Антили.
Той е най-големият и най-населен отвъдморски град на Кралство Нидерландия. Разположен е на залива Шотегат.
Вилемстад се гордее със своята колониална архитектура, която е силно повлияна от нидерланския стил. Централната част на града, със своите характерни сгради, е в списъка на ЮНЕСКО на световното културно наследство.
Поради разположението си в близост донефтените находища на Венецуела, политическата си стабилност, наличието на рафинерия и дълбочината си пристанището на Вилемстад е добре развито и е сред най-големите в Карибско море.
Нефтената рафинерия, която е построена през 1915 г. от „Роял Дъч Шел“, е продадена на Кюрасао за символичната сума от 1 гулден през 1985 г., отдадена под лизинг на венецуелската нефтена компания PDVSA.